# Kanton Bègles
Der Kanton Bègles war von 1973 bis 2015 ein französischer Wahlkreis im Arrondissement Bordeaux, im Département Gironde und in der Region Aquitanien.
Er umfasste einzig die Stadt Bègles.